# Rschew
Rschew (russisch Ржев, Ausspracheⓘ) ist eine russische Stadt in der Oblast Twer. Sie hat 61.982 Einwohner (Stand 14. Oktober 2010) und liegt etwa 200 km westlich von Moskau am Oberlauf der Wolga. Die Entfernung zur Gebietshauptstadt Twer beträgt rund 130 km Richtung Nordosten; nächstgelegene Stadt ist Subzow, rund 20 km südwestlich von Rschew entfernt.

## Geschichte

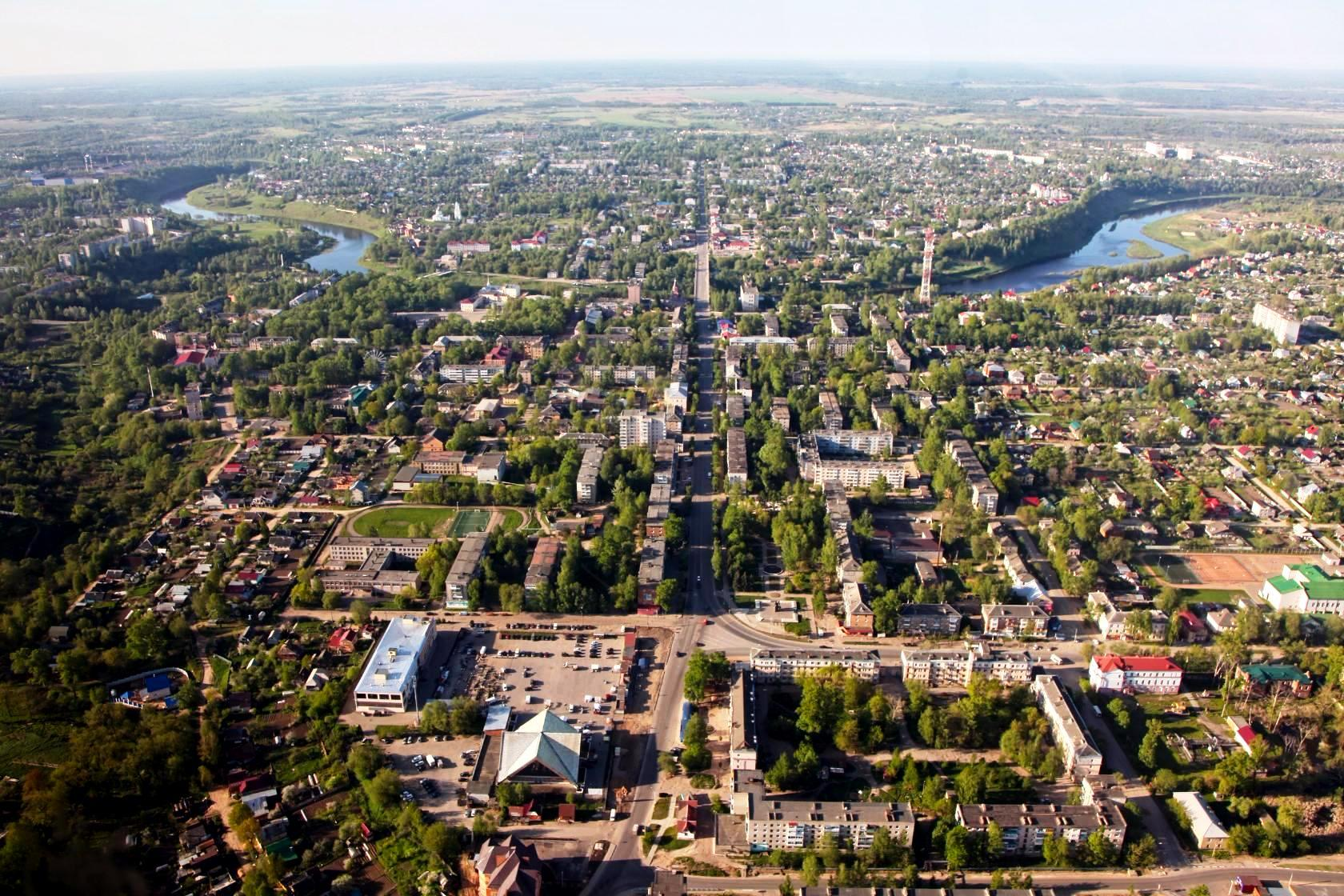
Luftaufnahme

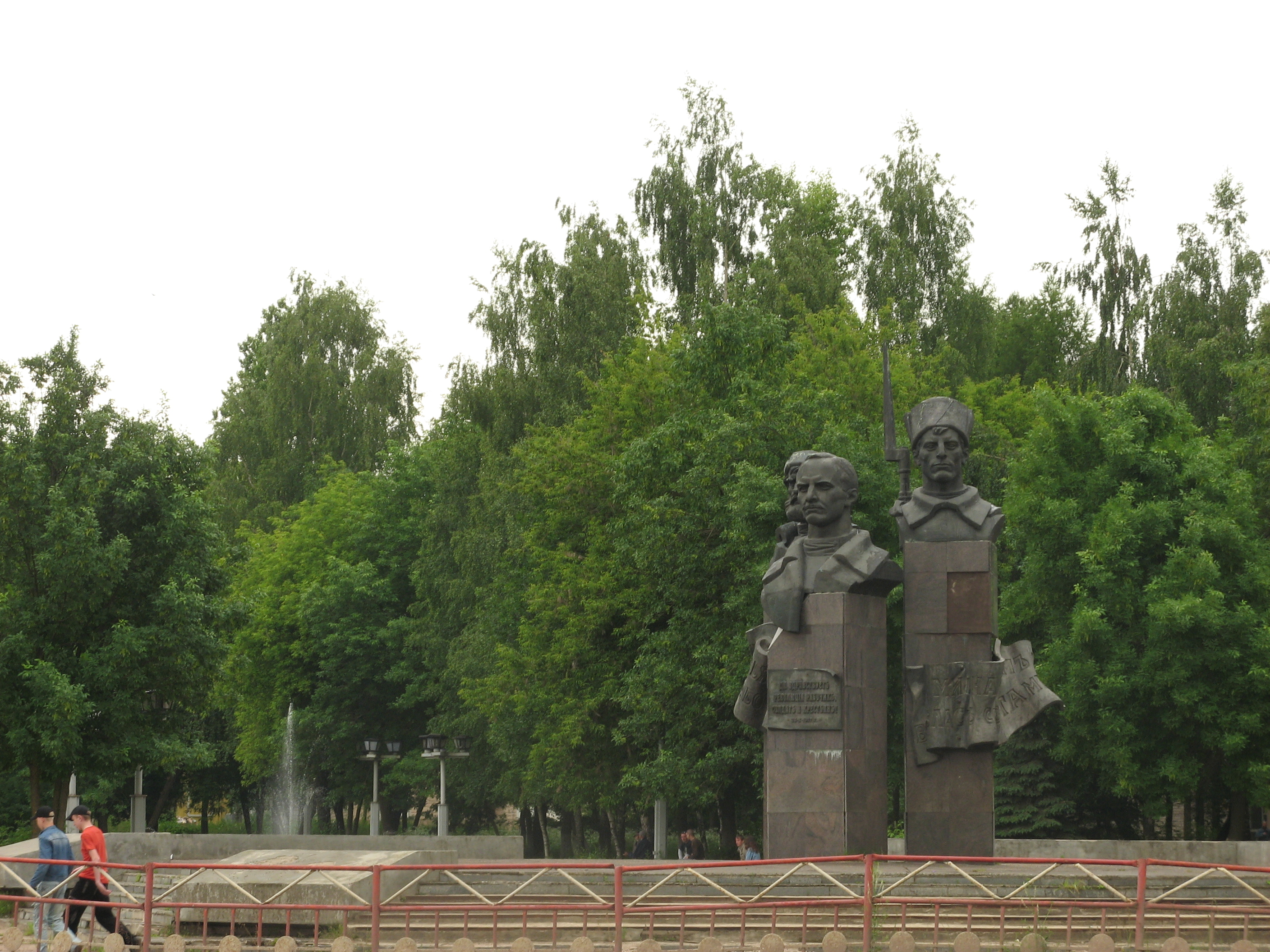
Kriegsdenkmal in Rschew

Die Stadt Rschew wurde erstmals 1216 erwähnt. Vom 13. bis zum 15. Jahrhundert war sie mehrmals zwischen den Fürstentümern Smolensk, Twer, Moskau sowie Litauen umkämpft; erst 1449 kam Rschew endgültig unter Moskauer Herrschaft. Mitte des 19. Jahrhunderts, nach dem Bau der Eisenbahnlinie von Moskau nach Riga, die durch Rschew verläuft, entwickelte sich die Stadt als bedeutender Handelsplatz für Leinerzeugnisse.
Im Zweiten Weltkrieg wurde die Stadt am 14. Oktober 1941 von der deutschen Wehrmacht besetzt und war in Folge über 16 Monate umkämpft, was über eine Million Opfer auf beiden Seiten forderte. Mit der Rschew-Sytschowkaer Operation im Sommer 1942 versuchte die Rote Armee, die Wehrmacht auf diesem Frontabschnitt zurückzudrängen, was ihren jetzt zahlenmäßig weit überlegenen Kräften nur teilweise gelang, indem deutsche Brückenköpfe am linken Wolgaufer liquidiert wurden. Von Spätsommer bis Ende 1942 kam von deutscher Seite die Panzer-Division „Großdeutschland“ zum Einsatz, der es ihrerseits nicht gelang, erneut in Richtung Moskau vorzustoßen. Am 3. März 1943 wurde Rschew von Truppen der Westfront der Roten Armee nach der Räumung des Frontbogens von Rschew durch die Wehrmacht zurückerobert. Von Militärhistorikern wurde Rschew wegen seiner strategischen Bedeutung „Eckpunkt der Ostfront“ genannt.
- Siehe auch: Schlacht von Rschew

Die Stadt wurde bei den Kämpfen vollständig zerstört. Mehr als ein Sechstel der Stadtbevölkerung wurde während der deutschen Besetzung in Arbeitslager deportiert; etwa 9000 Personen wurden in einem Konzentrationslager umgebracht, das im Stadtzentrum errichtet wurde. Während ihrer Besatzung verübte die 9. Armee der Wehrmacht systematisch Verbrechen an der Zivilbevölkerung und sowjetischen Kriegsgefangenen, dies setzte sich bei ihrem Abzug im März 1943 (Unternehmen Büffelbewegung) fort. Von 5500 Gebäuden in Rschew blieben 500 Gebäude am Stadtrand erhalten, von 60.000 Einwohnern haben 362 überlebt.
Im Juli 1944 wurden bei Rschew im Rahmen des „Unternehmens Zeppelin“ zwei Agenten abgesetzt, die auf Josef Stalin ein Attentat verüben sollten.
In Rschew finden seit 1997 alljährlich im Rahmen der Aktion „Versöhnung über den Gräbern“ deutsch-russische Jugendlager statt. 2002 wurde der Park des Friedens eingerichtet, zu dem auch die Deutsche Kriegsgräberstätte Rshew und die benachbarte Kriegsgräberstätte für gefallene sowjetische Soldaten des Zweiten Weltkriegs gehören.

### Bevölkerungsentwicklung
| Jahr | Einwohner |
| ---- | --------- |
| 1897 | 21.265    |
| 1939 | 54.070    |
| 1959 | 48.971    |
| 1970 | 60.671    |
| 1979 | 68.858    |
| 1989 | 69.808    |
| 2002 | 63.729    |
| 2010 | 61.982    |

Anmerkung: Volkszählungsdaten

## Verkehr
Die Stadt ist an die wichtigsten Ost-West- und Nord-Süd-Verbindungen der Eisenbahn und Straßen (darunter die Fernstraße M9) angeschlossen. Vor dem Aufkommen der Eisenbahn war die Binnenschifffahrt auf der Wolga wichtig. Heute läuft diese über Twer mit seinem großen Hafen. Fernstraßen führen nach Weliki Nowgorod, Pskow, Smolensk, Brjansk, ferner nach Belarus, Litauen, Lettland und Estland.

## Wirtschaft
Die größten fünf Betriebe in der Stadt sind dem Maschinenbau zuzuordnen. Zweitwichtigster Arbeitgeber ist die Bauindustrie.

## Bildung und Kultur
Rschew hat 15 Schulen, drei Sportschulen und ein Jugendzentrum. Die Kindergruppen des Jugendzentrums waren bereits mehrmals auf Tourneen im Ausland, darunter in Gütersloh, Kassel und Tours (Frankreich).

## Städtepartnerschaften
Die Stadt ist mehrere Städtepartnerschaften eingegangen: mit Salo in Finnland, den Städten Smila und Kowel in der Ukraine, Katrineholm in Schweden, Silistra in Bulgarien und seit 2008 auch mit Gütersloh in Deutschland. Auch mit anderen nordrhein-westfälischen Kommunen unterhält Rschew freundschaftliche Beziehungen und einen Austausch von deutschen und russischen Jugendlichen.
Die Städtepartnerschaft wurde von Gütersloh Anfang April 2022 auf Eis gelegt. Güterslohs Bürgermeister hat an die Partnerstadt appelliert, sich von der Kriegspolitik zu distanzieren. Der Appell blieb ohne Antwort.

## Söhne und Töchter der Stadt
- Antonina Rschewskaja (1861–1934), Genremalerin
- Grigori Schpilko (1872–1936), Offizier und Pamir-Forscher[4]
- Boris Zybin (1928–2011), Eisschnellläufer
- Juri Below (1930–1991), sowjetischer Schauspieler und Synchronsprecher
- Wladimir Melnikow (1935–2010), Politiker
- Juli Kwizinski (1936–2010), Diplomat und Politiker
- Ljudmila Schachotko (1940–2016), Demografin, Wirtschaftswissenschaftlerin, Soziologin, Geographin
- Wjatscheslaw Skok (* 1946), Wasserballspieler[5]